# 阿戈角
66°15′S 60°55′W / 66.250°S 60.917°W

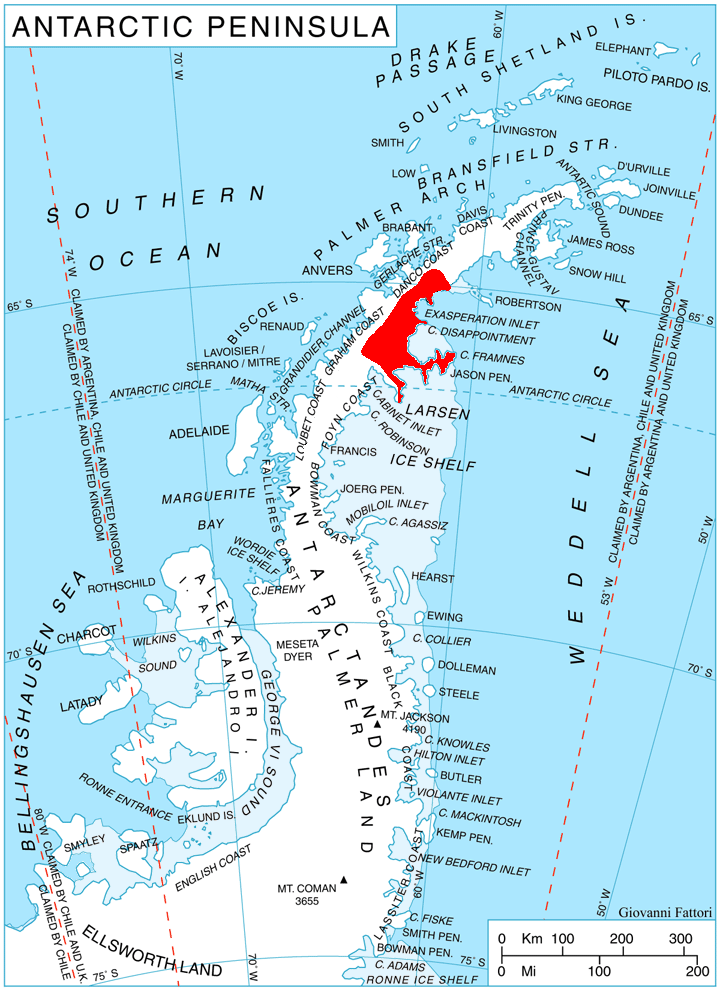

阿戈角（英語：Argo Point）是南極洲的海岬，位於葛拉漢地的奧斯卡二世海岸，處於韋耶角東北面41公里的賈森半島東部，海拔高度260米，現時由南極條約體系管理。